# Tafahi
Tafahi és una illa del grup Niuas, al regne de Tonga. Està situada a 7 km al nord de Niuatoputapu.
L'illa és un estratovolcà de forma cònica que s'eleva fins a 610 m. El volcà no és actiu i no es tenen registres històrics d'erupcions, però la seva morfologia és jove. Està coberta de vegetació, especialment de cocoters.
Tafahi va ser descoberta pels holandesos Le Maire i Schouten, el 1616, i la van anomenar Cocos Eylandt. El 1767 hi va arribar l'anglès Samuel Wallis que la va anomenar Boscawen's Island en honor de l'almirall Edward Boscawen amb qui havia navegat com a primer lloctinent.
| Portal:Polinèsia | Illes de Tonga                                                                                  | Illes de Tonga                                                                                  | Bandera de Tonga                                                                                |
| Grup Niuas:      | Niuafoʻou \| Niuatoputapu \| Tafahi                                                             | Niuafoʻou \| Niuatoputapu \| Tafahi                                                             | Niuafoʻou \| Niuatoputapu \| Tafahi                                                             |
| Grup Vavaʻu:     | Hunga \| Kapa \| Pangaimotu \| ʻUtungake \| Vavaʻu Volcans: Fonualei \| Late \| Lateiki \| Toku | Hunga \| Kapa \| Pangaimotu \| ʻUtungake \| Vavaʻu Volcans: Fonualei \| Late \| Lateiki \| Toku | Hunga \| Kapa \| Pangaimotu \| ʻUtungake \| Vavaʻu Volcans: Fonualei \| Late \| Lateiki \| Toku |
| Grup Haʻapai:    | Lifuka \| Kotu \| Nomuka Volcans: Fonuafoʻou \| Kao \| Tofua                                    | Lifuka \| Kotu \| Nomuka Volcans: Fonuafoʻou \| Kao \| Tofua                                    | Lifuka \| Kotu \| Nomuka Volcans: Fonuafoʻou \| Kao \| Tofua                                    |
| Grup Tongatapu:  | ʻAta \| ʻEua \| Minerva \| Tongatapu                                                            | ʻAta \| ʻEua \| Minerva \| Tongatapu                                                            | ʻAta \| ʻEua \| Minerva \| Tongatapu                                                            |